# Hannu E. Hannuksela
Hannu E. Hannuksela, finski general, * 1893, † 1942.